# Hope E. Hopps
Hope Elizabeth Hopps (15 de junho de 1926 - 7 de novembro de 1988) foi uma microbiologista e imunologista estadunidense que se aposentou da Food and Drug Administration tendo servido como Diretora Assistente do Bureau de Biologia [en]. Ela publicou 89 artigos em jornais e livros científicos, além de ter recebido duas patentes sobre o desenvolvimento de vacinas.
A Society for In Vitro Biology estabeleceu o Prêmio Hope E. Hopps para estudantes excepcionais na área de biologia in-vitro.

## Educação
Hopps graduou-se na  Universidade de Rhode Island e em 1950 conseguiu seu Mestrado em Microbiologia na Universidade de Maryland.

## Carreira
Inicialmente uma bacteriologista do Hospital Memorial de Garfield [en] ela veio a realizar pesquisas no Instituto de Pesquisa do Exército Walter Reed [en]. Ela mudou-se para o Instituto Nacional de Alergia e Doenças Infecciosas em 1956 e então para a Divisão de Padrões Biológicos dos Institutos Nacionais da Saúde em 1960, onde ela serviu como diretora assistente.

## Pesquisa

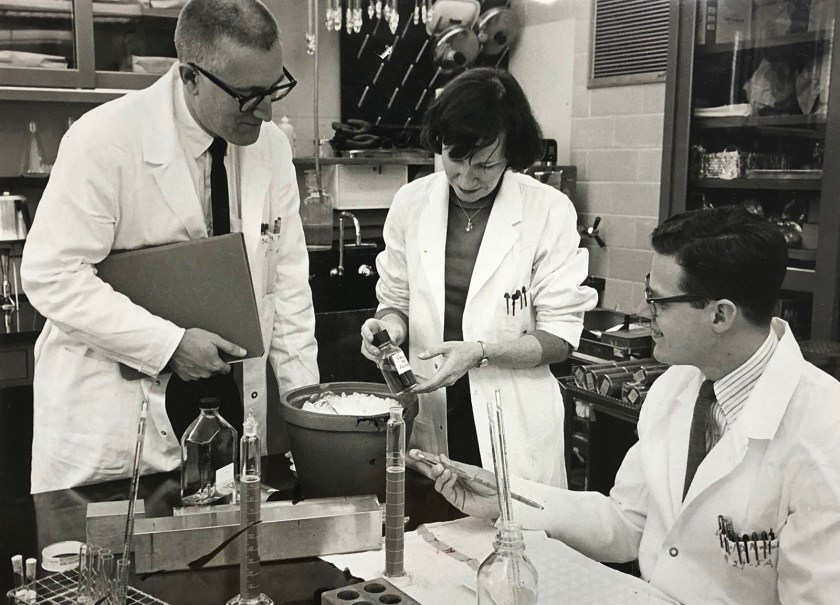
Foto do NIH marcada como "Drs. Harry M. Meyer, Jr. (cabelo claro), Paul D. Parkman (cabelo escuro) e uma técnica de laboratório na Divisão de Padrões Biológicos do Laboratório de Imunologia Viral trabalhando com um antígeno da rubéola."

Hopps desenvolveu uma linha celular dos rins do Chlorocebus aethiops ao ajudar na criação de uma vacina viva para o Poliovírus.
Ela descobriu a habilidade do rickettsia de produzir o interferon.
Posteriormente ela veio a trabalhar com Harry M. Meyer, Jr. e Paul D. Parkman na vacina da rubéola, apesar de não ter recebido todos os créditos. Ela foi incluída como co-autora nos artigos e recebeu uma patente conjunta relacionada com o teste sanguíneo na identificação da doença ao lado de Meyer e Parkaman. Porém, a descoberta foi somente creditara para Meyer e Parkaman. Aoesar disso, ela era chamada de "Menina da Sexta-Feita" e uma foto da NIH a descreveu simplesmente como uma "técnica". Ela foi creditada pelo "primeiro procedimento prático na avaliação de grance escala na imunidade da rubéola."
Ela foi eleita a Presidente Nacional do Graduate Women in Science [en] em 1972. Ela esteve ativa na Associação de Cultura de Tecidos, agora conhecido como Society for In Vitro Biology, servindo como Presidente da área em Washington de 1974 até 1975. Foi Vice-Presidente Nacional de 1978 até 1980 e foi membro de seu conselho e ocasionalmente de seu grupo executivo entre 1974 até 1988. Ela foi presidente do comitê de publicações e estabeleceu um novo nome e formato para o jornal da sociedade, In Vitro Cellular & Developmental Biology [en].

## Vida pessoal
Ela foi casada com George Hopps e eles viveram em Silver Spring. Ela faleceu de câncer aos 62 anos de idade.

## Legado
A Society for In Vitro Biologia estabeleceu o Prêmio Hope E. Hopps em sua homenagem, para estudantes que demonstrarem realizações incríveis na área de biologia in vitro.
Em 2018 o NIH passou a corrigir os registros fotográficos onde ela é descrita como um "técnica", passando a colocar o seu nome.